# Galvezia leucantha
Galvezia leucantha är en grobladsväxtart. Galvezia leucantha ingår i släktet Galvezia och familjen grobladsväxter.

## Underarter
Arten delas in i följande underarter:
- G. l. leucantha
- G. l. porphyrantha
- G. l. pubescens